# 水谷咲良
水谷 咲良（みずたに さくら、2003年12月13日 - ）は、日本の女子ラグビーユニオン選手。

## プロフィール
- 三重県桑名市出身[1]。
- 身長 166cm、体重 65kg
- 7人制女子日本代表に選ばれたことがある[2]。
- 三重パールズジュニア出身[3]。

## 略歴
小学4年生からラグビーを始めた。小学4年生からラグビーを始めた。中学2年からニュージーランドのハミルトンガールズハイスクールに留学し、15人制で全国優勝を経験。しかし、2020年にコロナ禍により3月に一時帰国後も再入国不可となったため、9月に四日市メリノール学院高校に編入。
2022年、高校卒業後、東京山九フェニックスに加入。同年9月、ラグビーワールドカップセブンズ2022の7人制女子日本代表に選ばれた。
2022年、四日市メリノール学院高校卒業後、東京山九フェニックスに加入。同年9月、ラグビーワールドカップセブンズ2022の7人制女子日本代表に選ばれた。
2024年、パリ2024五輪の7人制女子日本代表内定選手に選ばれた。